# CIAO 765
『CIAO 765』（チャオ・ナナロクゴ）は、FM COCOLOで2019年10月から放送されているラジオ番組。

## 概要
2013年4月からFM COCOLOでは姉妹局（株式会社FM802は、FM802とFM COCOLOの1局2波運営の為）FM802から移籍してきたヒロ寺平が『HIRO T'S AMUSIC MORNING』を放送してきたが、寺平がラジオDJからの引退を発表し、番組自体も6年半の歴史に幕を下ろした。
かわって、10月からは寺平と同じくFM802のDJで、寺平移籍時にFM802デビューした野村雅夫を、同局からの移籍扱いでDJに起用して当番組を開始。番組タイトルには、野村が務めた番組につけられてきた「Ciao!」（『Ciao! MUSICA』および『Ciao Amici!』）が引き継がれている。
2021年3月8日の放送で通算300回を迎えた。
当初は朝の帯番組として放送されてきたが、2025年4月改編で放送時間を早朝から昼前に繰り下げると共に、番組も昼の帯番組としてリニューアルした。その一方で、枠移動前の放送枠には野村と同じくFM802から移籍した仁井聡子をDJに起用した『GOOD MO-NII』が後番組として開始された。

## 放送時間
- 月曜 - 木曜 11:00 - 15:00（2025年4月1日 - ）

祝日に「FM COCOLO HOLIDAY SPECIAL」または「FM802 & FM COCOLO HOLIDAY SPECIAL」（FM802と同時放送）が放送される場合は、当番組を休止する場合がある。

### 過去の放送時間
- 月曜 - 木曜 6:00 - 11:00[注釈 1]（2019年10月1日 - 2025年3月31日）

## 主なコーナー
ケ・セラ・セラ
月 - 木曜 12時台
午前中までの失敗をリセットさせる。
TODAYS' VIEW
月 - 木曜 13時台
ジャンルのスペシャリストと電話をつないで旬な話題を提供する。『AMUSIC MORNING 765』から継続されたコーナー。
- 月曜 - 本あれこれ
- 火曜 - 最新のトレンド
- 水曜 - 注目のスポーツ
- 木曜 - 注目の映画

Lifetime Songs
月 - 木曜 13時台
時代を超えて愛される楽曲をピックアップする。
CIAOシネマ
11時台
最新の映画情報をピックアップする。
Make It Better
月曜 12時台
サラヤ提供。サラヤ商品の詰め合わせセットを紹介し、X（旧Twitter）アカウントのフォローおよびリポストでプレゼント企画が行われ、番組放送終了の11時まで受け付ける
Dream Together
火曜 11:20 - 11:40
朝日インテック提供。毎週1組のアーティストをピックアップし、夢に向かって頑張る人を後押しするようなナンバーをオンエアするコーナー。
このコーナーのみ、一社提供番組として愛知のZIP-FM（土曜 7:00 - 7:30）、2022年7月からは東京のJ-WAVE（第1日曜 22:00 - 22:54）へネットを行う。2021年9月までは東京のニッポン放送（土曜 16:00 - 16:18）でも放送されていた。
2021年12月まではZIP-FMやニッポン放送でもオープニング・エンディングナレーションを入れ替える程度で同じ内容を放送していたが、2022年1月以降はZIP-FMでは10分長くなったため、楽曲とその解説を入れるなど、多少ボリュームアップしている。
WEST NAVISTATION
水曜 11時台
JR西日本提供。旅行情報を紹介し、旅気分を盛り上げる楽曲をオンエアする。
プラッとEARTH
水曜 13時台
ワールドミュージックを紹介し、その楽曲をオンエアする。
ホームズ Hop Step Art
木曜 11時台
ホームズ提供。アート作品をピックアップし、リスナー3名に抽選でプレゼントされる。

### 過去のコーナー
Happy Go Round
週末のイベント、お出かけ情報を紹介。コーナー後半では歯の健康にまつわる情報を提供する。『MORNING JAM』の木曜7時台に放送されたコーナーで、本番組開始とともに局をまたいで移動した。もともとは『FRIDAY MORNING JAM』で「SUNSTAR WEEKEND FUN」として放送されていた。
KANSAI CLIP
関西の「今」を切り取り、スポットやイベントを紹介する。『AMUSIC MORNING 765』から継続されたコーナー。
Be Natural!
健康に関する情報を提供する。コーナーの後半に「ダジャレでチャレンジ」があり、優秀なダジャレには寺平のサイン入りステッカーが進呈される。これは『MORNING JAM』の水曜日に同じくサラヤがスポンサーだったコーナー「Feel water みず曜日」から引き継がれたもの。
温故地名
地名の由来、故事などエピソードを紹介。『AMUSIC MORNING 765』の火曜日に放送されていたコーナー。
From the Music Cellar
不定期コーナー。番組推薦のアルバム、過去の名盤、アーティスト特集。
はぴねすくらぶ RADIO CART
はぴねすくらぶ提供のラジオショッピングコーナー。野村がショッピングキャスターと掛け合いをする生コーナー。なお、祝日およびお盆はコーナーを休止していた。
放送時間を移動した2025年4月以降は、『GOOD MO-NII』に引き継がれた。